# Elizabeth Barry
Elizabeth Barry (1658 - 7 de noviembre de 1713) fue una destacada actriz de la Inglaterra del siglo XVII que trabajó en las principales compañías teatrales londinienses en la época de la Restauración inglesa. 
Trabajó para la Duke's Company a partir de 1695 para pasar después a la United Company en la que trabajó desde 1682 hasta 1695. A partir de esa fecha, fue miembro de la cooperativa independiente de actores conocida como la Betterton's Company de la que fue una de las fundadoras. Su carrera en el escenario se inició cuando tenía quince años cuando las actrices profesionales, por primera vez, reemplazaron a los hombres disfrazados que interpretaban a la heroínas de Shakespeare. El actor Thomas Betterton afirmó a propósito de Elizabeth que sus interpretaciones daban "éxito a las obras que habrían disgustado a los lectores más complacientes".
Una anécdota sobre la actriz explica que, a los diecisiete años, sus interpretaciones eran tan mediocres que fue despedida en diversas ocasiones y que no consiguió situarse entre las primeras actrices hasta que no empezó a relacionarse con su amante John Wilmot.
El punto culminante en la carrera de Barry fue su interpretación del personaje de Monimia, heroína de la obra The Orphan or The Unhappy Marriage de Thomas Otway.
- Datos: Q2403674
- Multimedia: Elizabeth Barry / Q2403674